# Pulau Seliu
Pulau Seliu is een bestuurslaag in het regentschap Belitung van de provincie Bangka-Belitung, Indonesië. Pulau Seliu telt 1069 inwoners (volkstelling 2010).